# Scharpenacken

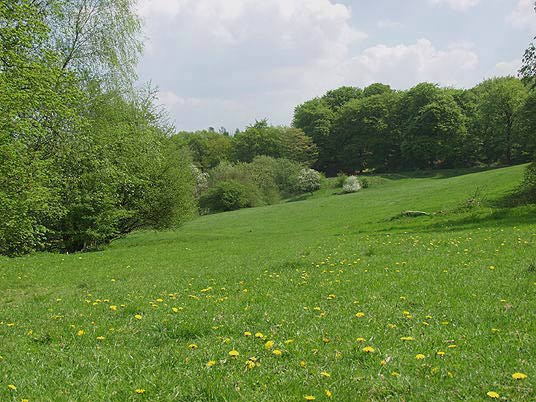
Blick über die Wiesen

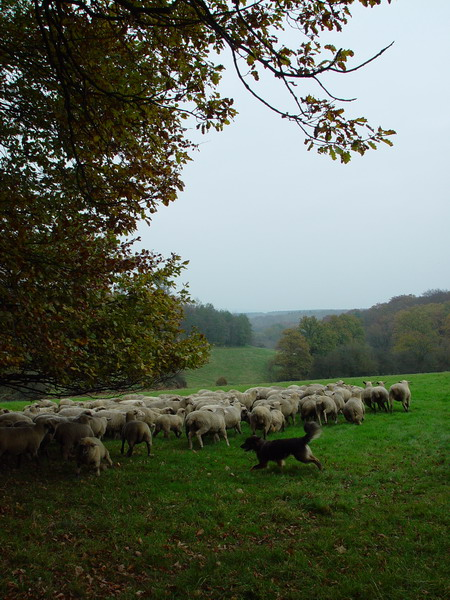
Schafherde auf dem Scharpenacken

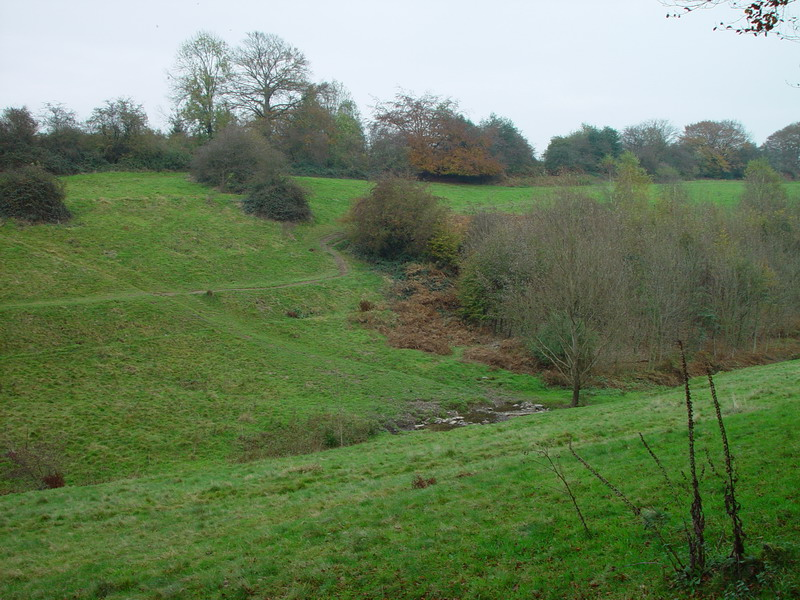
Tal des Schmalenhofer Bachs

Der Scharpenacken ist ein rund 185 Hektar großer ehemaliger Standortübungsplatz und ein heutiges Naherholungsgebiet in Wuppertal.

## Geographie
Das Gebiet Scharpenacken zeichnet sich durch vielfältige, kleine Landschaftsstrukturen und große offene Flächen aus, die als Teil der Wuppertaler Südhöhen weite Aussichten ermöglichen.
Das Gebiet gehört überwiegend zum Wuppertaler Stadtbezirk Ronsdorf, kleine Teile liegen in Heckinghausen. Der Scharpenacken umfasst die Höhenzüge Scharpenacker Berge und Kastenberg, dazwischen verläuft das Schmalenhofer Bachtal. Nach Norden grenzt es im Tal des Murmelbachs an den Barmer Wald und an den Vorwerkpark am Rande des Wohnquartiers Lichtenplatz. Im Westen begrenzt das Wohngebiet Lichtenplatz und zwei der ehemaligen Wuppertaler Kasernen das Gebiet. Südlich des Bachlaufs steigt das Gelände steil bis zur alten Hofschaft Erbschlö und zur Parkstraße wieder an und geht in die Ronsdorfer Anlagen über. Nördlich der Parkstraße liegen die Gebäude der ehemaligen Standortverwaltung, die Justizvollzugsschule NRW, die Landesfinanzschule NRW sowie die Justizvollzugsanstalt Ronsdorf. Nach Osten ist das Gebiet größtenteils bewaldet und wird dort Scharpenacker Busch genannt. Er grenzt an die im Blombachtal verlaufende Bahnstrecke und die Bundesautobahn 1.
Der Scharpenacken ist zu etwa 60 % bewaldet, der Rest der Fläche ist Offenland. Das Gebiet steht unter Landschaftsschutz und beherbergt einige wertvolle Biotope, darunter den Schmalenhofer Bach als naturnahen Mittelgebirgsbach, die größten Magerweiden des Niederbergischen Landes und kleine artenreiche Feuchtbiotope. Durch die Nähe der verschiedenen Landschaftsformen mit Hecken und Übergangsbereichen leben auch anspruchsvolle Tiere wie der Baumpieper oder der Kammmolch. Da die Fläche lange durch das Militär genutzt wurde, ist der Wald kaum bewirtschaftet worden und enthält viel Totholz. Die Weideflächen werden seitdem von Schafen freigehalten, sodass die Magerwiesen erhalten blieben.

## Etymologie
Eine häufige Deutung des Namens Scharpenacken lautet laut dem Ortsnamenforscher Heinrich Dittmaier Scharfer Nacken (= sich scharf abzeichnender Höhenrücken). In jüngerer Zeit wird diese Bedeutung angezweifelt. Eine mögliche Deutung wäre auch „Hain am Bach Scharpe“ aus der Verschleifung von „Scharpe-hagen“ in „Scharpe-nacken“.

## Geschichte

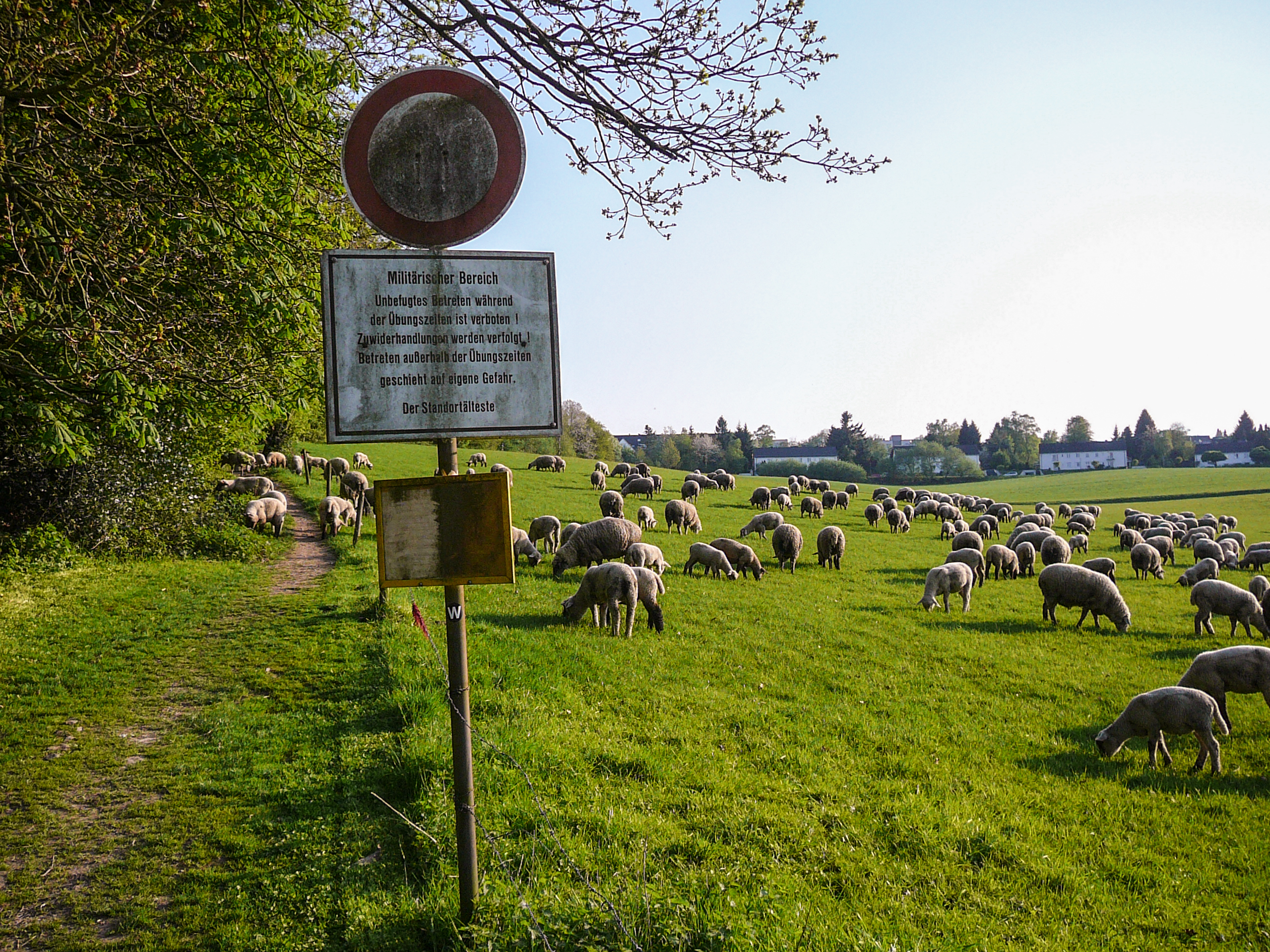
Militärische Beschilderung an einem Fußweg, Ortslage Marpe, 2008

Im Mittelalter war der Scharpenacken Grenze des Kirchspiels Lüttringhausen im bergischen Amt Bornefeld zu der Gografschaft Volmarstein. Zwei Linien der Bergischen Landwehr, die Elberfelder und Barmer Landwehr, durchschnitten das Gebiet und schützten diese Grenze. Die Besiedlung mit einzelnen Höfen erfolgte im Mittelalter. Eine genauere Eingrenzung ist schwierig, da es keine Funde gibt. Auch die Quellen (vor allem das Kirchenbuch von Lüttringhausen) und die Landwehrforschung lassen nur grobe Rückschlüsse zu.
1936 wurde das ländliche Areal im Zuge der militärischen Aufrüstung den neu erbauten Kasernen als Standortübungsplatz zugewiesen. Der nördliche Teil der Ronsdorfer Anlagen wurde enteignet und dem Gelände zugeordnet. Die Bewohner der Höfe (Schirpkotter) Delle, Ellershäuschen, Klüting, Schirpkotten, Schmalenhof und Scharpenack (1502 erstmals erwähnt) wurden umgesiedelt und die Gebäude im Rahmen von militärischen Übungen sukzessive zerstört, bis in der zweiten Hälfte des 20. Jahrhunderts nur Wüstungen übrig blieben. Auf dem Kastenberg wurde zu dieser Zeit ein Langwaffenschießstand eingerichtet. Kurz nach dem Zweiten Weltkrieg wurde das Gelände wieder durch das Militär genutzt. Seit den späten fünfziger Jahren gab es Überlegungen, den Standortübungsplatz zu verlegen und auf dem Scharpenacken neue Siedlungsflächen zu erschließen, konkrete Planungen gab es allerdings nie. Ein 1973 verfasster Bericht kommt zu dem Schluss, dass eine Erschließung nicht sinnvoll wäre und das Gebiet besser für die Freizeitnutzung offen gehalten werden sollte. Der Scharpenacken ist seit 2000 laut Landschaftsplan Wuppertal-Ost Teil eines Landschaftsschutzgebiets. Mit der Schließung der letzten Kaserne in Wuppertal am 30. Juni 2003 endete die militärische Nutzung des Scharpenackens.
Nach der Entwidmung war kurzfristig eine Umgestaltung zu einem Golfplatz in Planung. Aufgrund von Bürgerprotesten wurde die Planung von politischer Seite letztendlich doch abgelehnt. Aus den gleichen Gründen wurde auch auf die Aufstellung von Windkraftanlagen verzichtet. 2004 wurde ein Teil der ehemaligen Diedenhofen-Kaserne und der Langwaffenschießstand unter Denkmalschutz gestellt. Der Bau- und Liegenschaftsbetrieb NRW stellte 2007 Pläne vor, auf einem 40 ha großen Teilbereich im Süden des Gebietes eine Polizeikaserne, zwei Landesschulen und eine Justizvollzugsanstalt zu errichten. Da dabei Freiflächen von etwa 30 ha, die seltene und geschützte Arten beherbergten, überbaut werden sollten, entstanden in der Nachbarschaft und von Naturschutzseite Proteste. Für den Neubau wurde 2007 auch der Denkmalschutz des Schießstandes wieder aufgehoben und die dort lebenden Tiere an Ersatzstandorte umgesiedelt. Als gesetzlich vorgeschriebene Ausgleichsflächen wurden Teile der bisher als Naherholungsgebiet genutzten Flächen des ehemaligen Truppenübungsplatzes seit dem 15. Dezember 2008 eingezäunt. Mit dieser und weiteren Maßnahmen sollen die Lebensräume der Tiere auf dem Scharpenacken verbessert werden. Am 21. August 2009 fand, begleitet von Protesten, die Grundsteinlegung der Justizvollzugsanstalt statt, im Dezember 2011 wurde sie offiziell eingeweiht. Danach folge der Bau der Landesschulen, der Anfang 2013 begonnen und im April 2015 abgeschlossen wurde.

## Freizeitnutzung
Schon zu Zeiten des Standortübungsplatzes war der Scharpenacken an Wochenenden frei zugänglich, auch fanden dort an Pfingsten Pfadfindertreffen statt. Das Betreten der Anlage wurde meist toleriert, wenn keine Übungen gestört wurden. Nach der Entwidmung ist der Scharpenacken ein beliebtes Naherholungsgebiet geworden und wird von vielen Menschen als Auslaufgebiet für Hunde genutzt. Die freien Flächen auf dem Höhenrücken sind auch für den Modellflug und Drachenflug attraktiv. Der Motormodellflug wurde 2012 allerdings untersagt, dadurch soll ein besserer Schutz seltener Vögel gewährleistet werden. Das Team Wuppertal der Sielmanns Natur-Ranger bemühte sich von 2004 bis 2012 intensiv um eine nachhaltige Entwicklung des Freiraumes als „Natur-Erlebnisgebiet“.